# Cantón de Champagne-Mouton
El cantón de Champagne-Mouton era una división administrativa francesa, que estaba situada en el departamento de Charente y la región de Poitou-Charentes.

## Composición
El cantón estaba formado por ocho comunas:
- Alloue
- Benest
- Champagne-Mouton
- Chassiecq
- Le Bouchage
- Le Vieux-Cérier
- Saint-Coutant
- Turgon

## Supresión del cantón de Champagne-Mouton
En aplicación del Decreto nº 2014-195 de 20 de febrero de 2014, el cantón de Champagne-Mouton fue suprimido el 22 de marzo de 2015 y sus 8 comunas pasaron a formar parte del nuevo cantón de Charente-Bonnieure.